# 阿利耶 (哈吉拉區)
32°41′51″N 5°25′32″E / 32.69750°N 5.42556°E

阿利耶（阿拉伯语：‎），是阿爾及利亞的城鎮，位於該國東部瓦爾格拉省，由哈吉拉區負責管轄，面積6,589平方公里，海拔高度118米，2008年人口7,509，人口密度每平方公里1.1人。